# Concupiscencia
En la teología cristiana, se llama concupiscencia a sentir deseos (o exceso de deseos) no gratos a Dios. De acuerdo con su etimología de concupiscentĭa, de cupere ( 'desear' en latín, reforzado con el prefijo con), se refiere a la propensión natural de los seres humanos a mantener relaciones sexuales y a partir de ahí a obrar el mal, como consecuencia del pecado original.
Sonrisa concupiscente: con valor para obrar mal.
La especial insistencia de la enseñanza moral cristiana en centrarse en las cuestiones de conducta sexual, ha producido un cierto sesgo en el significado, dotándolo de ese contenido que se observa en expresiones como «miradas concupiscentes». Sin embargo, el concepto es más general y atañe a todas las dimensiones de la conducta. Según el Diccionario de la lengua española (de la Real Academia Española), la concupiscencia es, "en la moral católica, deseo de los bienes terrenos y, en especial, apetito desordenado de placeres deshonestos".
En su sentido más general y etimológico, concupiscencia es el deseo que el alma siente por lo que le produce satisfacción, "deseo desmedido" no en el sentido del bien moral, sino en el de lo que produce satisfacción carnal; en el uso propio de la teología moral cristiana, la concupiscencia es un apetito bajo contrario a la razón. Aquí apetito quiere decir inclinación interna, y la referencia a la razón tiene que ver con la oposición entre lo sexual y lo racional, no con el uso común de la palabra razón. El objeto del apetito sensual, concupiscente, es la gratificación de los sentidos, mientras que el del apetito racional es el bien de la naturaleza humana, y consiste en la subordinación de la razón a Dios. En la práctica se llama apetito al apetito sensual, o concupiscente, y razón al apetito racional así entendido.[cita requerida]
Hay una distinción, como suele suceder con muchas palabras. La palabra concupiscencia tiene dos acepciones que son, por un lado, la tendencia a pecar y, por otro, que va más ligada a los "impulsos", que al estar la persona humana herida por el pecado original. Estos impulsos ya no son siempre buenos, es decir, habría una tendencia a hacer el bien, natural en cada uno de nosotros, pero también una tendencia a no hacer el bien, o sea, a realizar lo que está mal, contrario a la Razón o Logos, esto es, contrario a Dios y Su Voluntad, y estos últimos dicen que concupiscencia sería tanto la tendencia a obrar el mal como a obrar el bien; sería la tendencia natural de hacer de cada ser humano, desde el punto de vista cristiano, herida por el pecado. Por ello debemos ser regidos por la prudencia (la razón humana), debiendo estar ésta iluminada por la fe, que significa, obedecer a una razón más alta que la de todos nosotros, el Logos, como dice Juan en el capítulo 1, o la luz de la fe. Resumiendo: concupiscencia como tendencia a pecar, y concupiscencia como tendencia (natural) tanto a obrar bien como a obrar mal o pecar.
Se distingue entre concupiscencia actual, que son los deseos desordenados, y concupiscencia habitual, que es la propensión a sentir esos deseos. La concupiscencia no es, en la moral cristiana y conscientemente también en la católica, un pecado, sino que es la inclinación a cometerlo (es decir, como madre de este). En la fe cristiana (católica o no) se identifica con la madre del pecado (en algunas Biblias "protestantes", para diferenciar de las católicas [más de una también] dice literalmente: "da a luz el pecado", no que sea el pecado en sí, sino que lo engendra, como una madre engendra a un hijo; así también el Magisterio de la Iglesia Católica enseña que es una inclinación a pecar). En la Biblia está escrito, en la Carta de Santiago 1,13-15 (capítulo 1, del versículo 13 al 15):

Nadie, al ser tentado, diga que Dios lo tienta: Dios no puede ser tentado por el mal, ni tienta a nadie, sino que cada uno es tentado por su propia concupiscencia, que lo atrae y lo seduce. La concupiscencia es madre del pecado, y este, una vez cometido, engendra la muerte.

Esto tiene que ver con las distintas interpretaciones del pecado original, que para la mayoría de los teólogos del cristianismo evangélico actual, como para los protestantes del siglo XVI, corrompió la naturaleza humana de manera absoluta, aún la Biblia de Jerusalén (católica) dice en Romanos 3:12 que:

Todos se desviaron, a una se corrompieron; no hay quien obre el bien, no hay siquiera uno."

Esta naturaleza, hasta entonces inclinada al bien, fue totalmente corrompida; ahora bien, para los católicos apostólicos ortodoxos y romanos privó a los hombres del don que hasta entonces compensaba la propensión de la naturaleza humana, desde su mismo origen, hacia el mal, esto es, hacia la concupiscencia, como dice el Catecismo de la Iglesia Católica en el 418:

"[...]la naturaleza humana no está totalmente corrompida: está herida en sus propias fuerzas naturales, sometida a la ignorancia, al sufrimiento y al imperio de la muerte e inclinada al pecado (esta inclinación al mal es llamada "concupiscencia"). [...]"
La inclinación al mal del bautizado es explicada de diferente manera por católicos apostólicos ortodoxos, coptos y romanos, por una parte, y los cristianos evangélicos, por la otra, los que desde el movimiento iniciado por Martín Lutero, excatólico, a los que se han denominado genéricamente, en el mejor de los casos, como protestantes, siendo él, el propio Lutero y otros, los que con una libre* interpretación, ya no la de los ancianos (presbíteros) católicos, sino *una nueva derivada de procesos de revisión hermenéuticos y exegéticos del texto bíblico, independientes a la tradición de la Iglesia Católica hasta ese tiempo, encontraron diferentes fondos de contenido en el mismo texto bíblico. Para la Iglesia Católica Apostólica Ortodoxa y Romana, por el bautismo Dios perdona al cristiano todos sus pecados, aunque permanecen como dice el mismo punto  pero la segunda parte esta vez: "El Bautismo, dando la vida de la gracia de Cristo, borra el pecado original...  pero ¿Limpia el bautismo en agua los pecados? No. La Biblia enseña que solo la sangre derramada de Jesús puede limpiar nuestros pecados (Romanos 5:8, 9; 1 Juan 1:7). Pero si queremos obtener los beneficios de su sacrificio, debemos tener fe en Jesús, cambiar nuestra manera de vivir para seguir sus enseñanzas y bautizarnos (Hechos 2:38; 3:19)    ...y devuelve el hombre a Dios, pero las consecuencias para la naturaleza, debilitada e inclinada al mal, persisten en el hombre y lo llaman al combate espiritual."; así que no recupera el don perdido, igual que no recupera la inmortalidad corporal, que si bien no era parte de la naturaleza propiamente humana antes del pecado de los primeros padres, sí se ha considerado como una gracia especial de la que gozaban los primeros padres Adán y Eva. Esta gracia de la inmortalidad se perdió como castigo a su pecado. Por otro lado, los cristianos evangélicos o protestantes (no las sectas que surgen de interpretaciones privadas y no pasadas por una metodología hermenéutica y exegética rigurosa), como generalmente, aunque muchas veces de manera peyorativa, se les conoce, consideran que el Bautismo debe ser una decisión personal, consciente, debidamente razonada e interiorizada, como consecuencia de la aceptación de que se ha pecado, se ha puesto una barrera que impide una relación verdadera y restaurada con Dios (ahí el llamamiento al arrepentimiento de Juan el Bautista), la que solamente es posible a través del nuevo nacimiento en Cristo Jesús, que es representado por el acto del bautismo en agua. Lo anterior, como consecuencia de un genuino y personal arrepentimiento por la vida de pecado a la que TODOS en el mundo somos involucrados, nuevamente en referencia (Romanos 3:12), muchas veces con idearios artificiosos, situación que es parte de la corrupción generalizada del mundo, como asegura la Biblia en la cita antes mencionada, una vez que dejamos de ser niños ingenuos (lo que desafortunadamente está sucediendo cada vez con mayor rapidez por el acceso indiscriminado a la información de todo tipo). Esta visión del Bautismo tiene su sustento en el hecho bíblico de que ningún niño pequeño, menos aún un bebé, fue jamás bautizado en la Biblia; eso, por el simple hecho de que estando en inocencia infantil, aún no se ha pecado, a esta verdad se refiere nuestro Señor Jesucristo en Mateo 18:1-4 (Capítulo 18, versículos del 1 al 4). Inclusive, en el versículo 5 hace un símil entre la inocencia de un niño y la suya propia, cuestión que es totalmente separada del pecado original, si bien este último es el origen de todo el mal en el hombre. Es en este sentido que el Bautismo es considerado como necesario para la salvación, aunque algunas visiones más liberales consideran que el nuevo nacimiento en Cristo puede darse sin que suceda el bautismo en agua, siendo que éste sólo viene a reafirmar el compromiso de una vida nueva. Pero todos están de acuerdo en que la concupiscencia no desaparece con el bautismo, tanto cristianos católicos como evangélicos coinciden en que esa es una lucha espiritual que ha de librarse entre el nuevo hombre y el antiguo, una lucha que ha de seguir durante todo el tiempo de nuestra vida en la carne.[cita requerida]